# NGC 6060
NGC 6060 (другие обозначения — UGC 10196, MCG 4-38-25, ZWG 137.36, IRAS16036+2137, PGC 57110) — спиральная галактика с перемычкой (SBc) в созвездии Геркулес.
Этот объект входит в число перечисленных в оригинальной редакции «Нового общего каталога».
В галактике вспыхнула сверхновая SN 1997dd типа IIb, её пиковая видимая звездная величина составила 16,4.